# Neoclytus beltianus
Neoclytus beltianus là một loài bọ cánh cứng trong họ Cerambycidae.